# Step Back in Time
»Step Back in Time« je pesem avstralske pevke Kylie Minogue z njenega tretjega glasbenega albuma, Rhythm of Love (1990). Čeprav so na začetku kot drugi singl z albuma nameravali izdati pesem »What Do I Have to Do«, so nazadnje izdali pesem »Step Back in Time«. Singl je napisala in producirala skupina britanskih tekstopiscev Stock, Aitken & Waterman, ki so do tedaj producirali večino albumov in pesmi Kylie Minogue. Glasbeno je pesem dance-pop pesem z veliko elementi disko glasbe.
Pesem na raznih glasbenih lestvicah ni požela veliko uspeha, a se je kljub temu uvrstila na eno od prvih desetih mest britanske, kjer je zasedla četrto, in avstralske glasbene lestvice, na kateri se je uvrstila na peto mesto. S pesmijo je Kylie Minogue nastopila na večini svojih turnej, kot so Rhythm of Love Tour, Let's Get to It Tour, Intimate and Live Tour in KylieX2008.

## Ozadje
Pesem »Step Back in Time« so oktobra 1992 izdali kot drugi singl s pevkinega tretjega glasbenega albuma, Rhythm of Love. Najprej so nameravali kot drugi singl z albuma izdati pesem »What Do I Have to Do?«, vendar so se nazadnje premislili in se raje odločili za pesem »Step Back in Time«. S to pesmijo se je Kylie Minogue prvič pričela spogledovati z disko glasbo. V pesmi Kylie Minogue kritizira sodobno glasbo in si želi, da bi bilo življenje bolj podobno sedemdesetim (»Spomnite se starih dni/Spomnite se O'Jaysov«; »Remembering the old days/"Remember the O'Jays«).

## Dosežki na lestvicah
Pesem »Step Back in Time« je na britanski glasbeni lestvici zasedla sedmo mesto in tako tamkaj postala velika uspešnica. V pevkini rodni Avstraliji je singl debitiral na osmem mestu in se nazadnje povzpel na peto mesto; na petem mestu lestvice je ostal en teden, na lestvici pa je vsega skupaj ostal dvanajst tednov. Pesem je debitirala na petinštiridesetem mestu francoske glasbene lestvice, kjer je že naslednji teden zasedla dvainštirideseto mesto. Na francoski lestvici je singl vsega skupaj ostal petnajst tednov.
Pesem drugod po Evropi ni požela veliko uspeha. Debitirala je na devetnajstem mestu, naslednji teden padla na dvajseto, potem pa se na lestvico ni več uvrstila. Na nizozemski lestvici je singl požel zmeren uspeh; debitiral je na sedeminosemdesetem mestu in se za en teden povzpel na šestintrideseto mesto.  Na novozelandski lestvici je pesem debitirala na šestintridesetem mestu in se nazadnje povzpela na enaindvajseto. Pesem pa se ni uvrstila na nobeno od ameriških, Billboardovih lestvic.

## Videospot
V videospotu za pesem »Step Back in Time« nastopa Kylie Minogue v različnih kostumih, ki spominjajo na modo iz sedmedesetih, in njeni podobno opremljeni spremljevalni plesalci. Kylie Minogue sama je o pesmi in videospotu dejala: »'Step back in time' je pomemben izraz spoštovanja glasbi iz sedemdesetih.« Pevka in njeni sodelavci so dejali, da je album Rhythm of Love navdihnila glasba iz šestdesetih in sedemdesetih, kar se je pokazalo tudi v videospotu, ki so ga navdihnili studio 54 in hollywoodske igralke iz tistega obdobja. Frizura, kostumi in način ličenja Kylie Minogue so jo navdihnili, da je videospot posvetila glasbi iz tistega leta.
V videospotu, ki so ga posneli v Los Angelesu, Kalifornija, Kylie Minogeu nastopa v zelenem pernatem brezrokavniku, kratkih črnih hlačah in prevelikih sončnih očalih. V enem od drugih prizorov se pokaže Kylie Minogue v obleki, ki spominja na stil družine Partridge; skupaj s svojimi spremljevalnimi plesalci pleše. Videospot promovira podobo Kylie Minogue kot osebe, ki se veliko zabava in potuje po mestu skupaj s prijatelji, oblečene v oblačila iz sedemdesetih.

## Popularnost
Začetni uspeh Kylie Minogue na svetovnem glasbenem trgu, predvsem v Evropi, je v devetdesetih upadel, vendar je ostala zelo popularna v svoji rodni Avstraliji in v Združenem kraljestvu, kjer je ustvarila in posnela večino svojih pesmi.
V Veliki Britaniji naj bi pesem »Step Back in Time« označila začetek zelo popularnega izpodbijanja njene »bolj odrasle« podobe, ki je bila najpopularnejša med njenimi najstniškimi oboževalci. Leta 1990 je glasbena revija Smash Hits, popularna predvsem med najstniki, organizirala podelitev nagrad; čeprav je bila Kylie Minogue v reviji zelo oglaševana, je prejela mnogo nagrad za »najslabša« dela, med drugim so njen stil označili za »modni zločin«. Čeprav se njena glasba, ki jo je še vedno v večini ustvarjala skupina britanskih tekstopiscev  Stock, Aitken & Waterman, ni bistveno spremenila, se je njena podoba tako spremenila, da Kylie Minogue med svojim ciljnim občinstvom ni bila več tako popularna.

## Seznam verzij
| Gramofonska plošča s singlom 1 (PWL) 1. »Step Back in Time« – 3:03 2. »Step Back in Time« (inštrumentalna različica) – 3:30 Gramofonska plošča s singlom 2 (PWL) 1. »Step Back in Time« (Walkinov ritmični remix) – 8:05 2. »Step Back in Time« (razširjena inštrumentalna različica) – 4:59 Kaseta s singlom (PWL) 1. »Step Back in Time« – 3:03 2. »Step Back in Time« (inštrumentalna različica) – 3:30 CD s singlom (PWL) 1. »Step Back in Time« – 3:03 2. »Step Back in Time« (Walkinov ritmični remix) – 8:05 3. »Step Back in Time« (inštrumentalna različica) – 3:30 Avstralski CD s singlom (MUSHROOM) 1. »Step Back in Time« – 3:03 2. »Step Back in Time« (Walkinov ritmični remix) – 8:05 3. »Step Back in Time« (inštrumentalna različica) – 3:30 | Avstralska gramofonska plošča s singlom 1 (MUSHROOM) 1. »Step Back in Time« – 3:03 2. »Step Back in Time« (inštrumentalna različica) – 3:30 Avstralska gramofonska plošča s singlom 2 (MUSHROOM) 1. »Step Back in Time« (Walkinov ritmični remix) – 8:05 2. »Step Back in Time« – 3:03 3. »Step Back in Time« (razširjena inštrumentalna različica) – 4:59 Avstralska kaseta s singlom 1 (MUSHROOM) 1. »Step Back in Time« – 3:03 2. »Step Back in Time« (inštrumentalna verzija) – 3:30 Avstralska kaseta s singlom 2 (MUSHROOM) 1. »Step Back in Time« (Walkinov ritmični remix) – 8:05 2. »Step Back in Time« – 3:03 3. »Step Back in Time« (inštrumentalna verzija) – 3:30 |

## Nastopi v živo
Kylie Minogue je s pesmijo »Step Back in Time« nastopila na naslednjih koncertnih turnejah:
- Rhythm of Love Tour
- Let's Get to It Tour
- Intimate and Live Tour
- On a Night Like This Tour (skupaj z ostalimi velikimi uspešnicami)
- Showgirl: The Greatest Hits Tour (le odlomek med delom »Smejoča se Kylie«)
- Showgirl: The Homecoming Tour (le odlomek med delom »Vse je tabu«)
- KylieX2008

S pesmijo je leta 2001 nastopila tudi v televizijski specijalki An Audience with Kylie.

## Dosežki
| Lestvica (1990)                            | Dosežek |
| ------------------------------------------ | ------- |
| Avstralija (ARIA)                          | 5       |
| Nizozemska (Dutch Top 40)                  | 36      |
| Evropa (Eurochart Hot 100 Singles)         | 12      |
| Francija (SNEP)                            | 23      |
| Nemčija (Media Control Charts)             | 36      |
| Irska (IRMA)                               | 4       |
| Nova Zelandija (RIANZ)                     | 21      |
| Južna Afrika (South African Singles Chart) | 6       |
| Švedska (Sverigetopplistan)                | 19      |
| Švica (Schweizer Hitparade)                | 29      |
| Združeno kraljestvo (UK Singles Chart)     | 4       |

| Leto | Lestvica                               | Dosežek |
| ---- | -------------------------------------- | ------- |
| 1990 | Avstralija (ARIA)                      | 91      |
| 1990 | Združeno kraljestvo (UK Singles Chart) | 86      |